# Sonnet 17

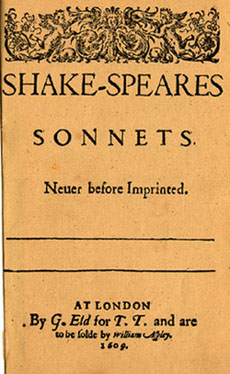
Sonetti

Sonnet 17 o Who will believe my verse in time to come è il diciassettesimo dei Sonnets di William Shakespeare.

## Analisi del testo
Questo sonetto è l'ultimo riguardante la procreazione.
Come nel Sonnet 130, il poeta si dimostra molto consapevole e reticente nei termini della fiammeggiante proclamazione della bellezza.